# 英国航空世界货运
英国航空世界货运（英語：British Airways World Cargo，以下简称英航世界货运），前身为英国航空货运（英語：British Airways Cargo），是国际航空集团货运的一个子公司，以英國航空品牌经营航空货运服务。如按总货运吨/每公里计算，它是世界上第十二大货运航空公司。货运服务由英航的主要机队以及根据与全球供应系统公司签订的湿租协议租用的专用货机提供。

## 历史
1990年代末，英国航空在希思罗机场建立世界货运中心；它是一个能够处理稀有货物和优质货物以及新鲜农产品的自动化货运处理中心，年处理量超八万吨。英航世界货运还在伦敦蓋特威克機場和斯坦斯特德机场设置货运中心，并通过其合作伙伴英航区域货运在英国所有主要区域机场提供货运服务。
该公司于2014年4月30日结业并与国际航空集团货运合并，英航的纯货运航班自此不复存在。英航世界货运还在希思罗机场运营了一个自动化货运中心，并在斯坦斯特德机场设有长途货运服务基地。
英航世界货运结业后，逻辑货运航空于次年（2015年）开始运营，并接收了全球供应系统公司的部分前员工。

## 目的地
停运前，英航世界货运运营从其伦敦斯坦斯特德机场飞往非洲、中东、印度次大陆、东亚、北美和欧洲的专用货机服务。

## 机队

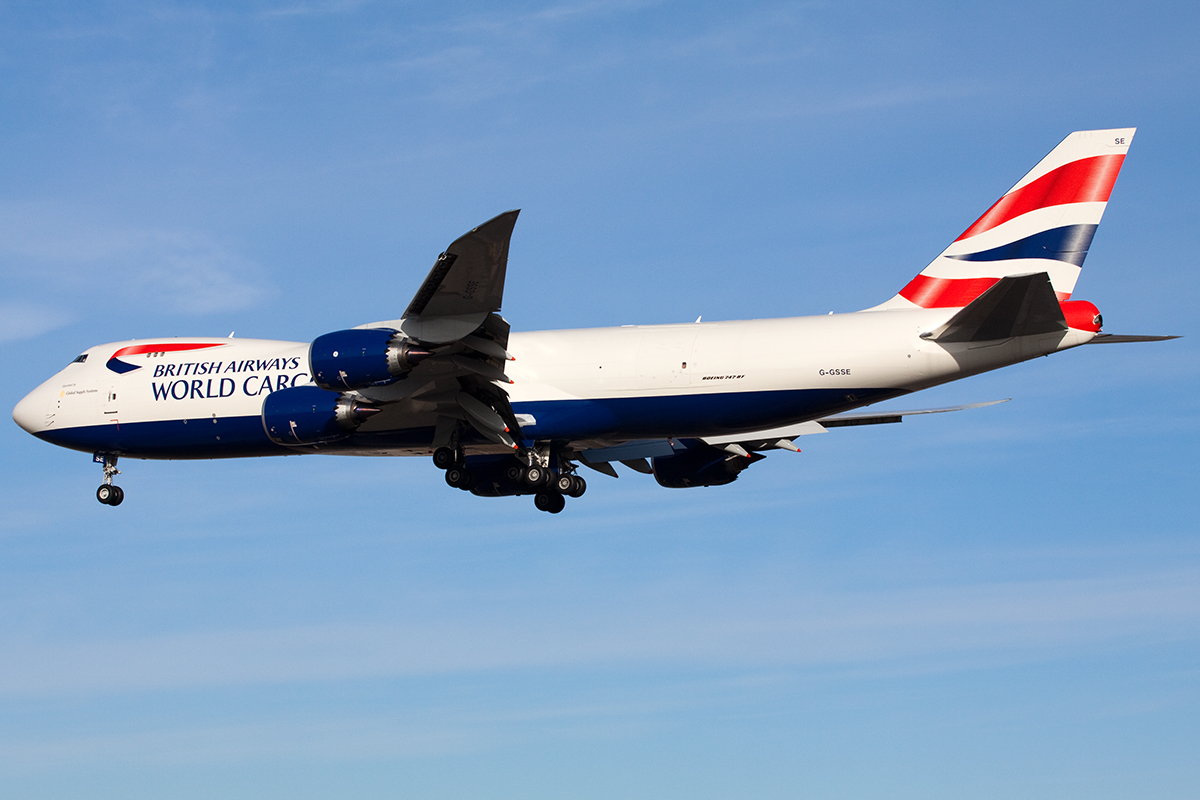
波音747-8F

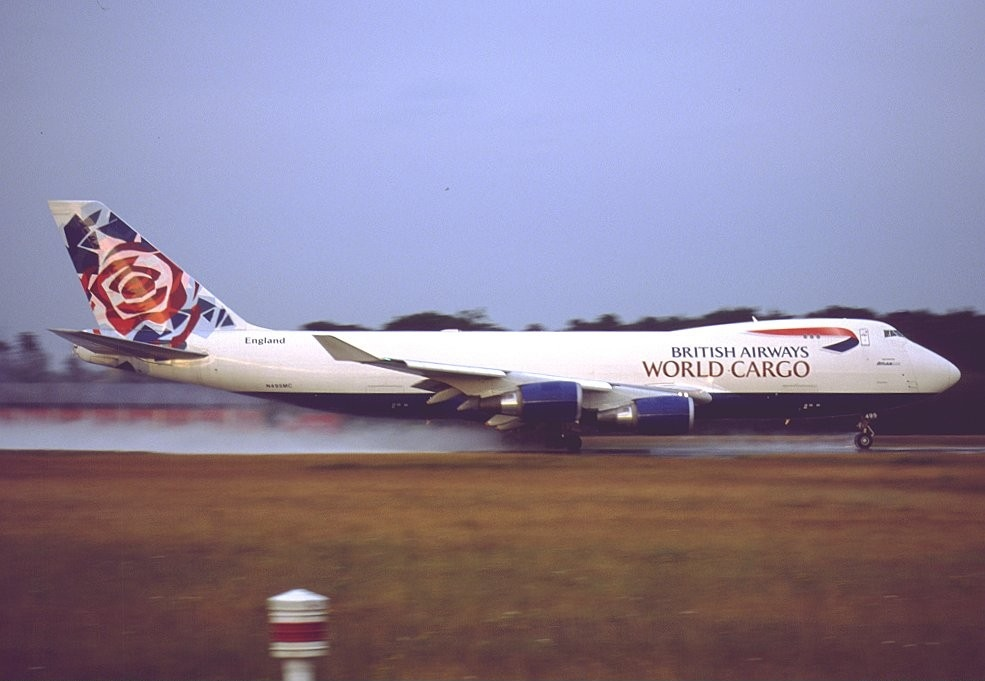
波音 747-400F

迄2014年4月，英国世界货运航空的机队包括：
- 波音747-8F（共3架，从全球供应系统湿租，并在后期逐步退役[8]）

英航世界货运还利用其他航司自有的飞机的空间载货。

### 已退役飞机

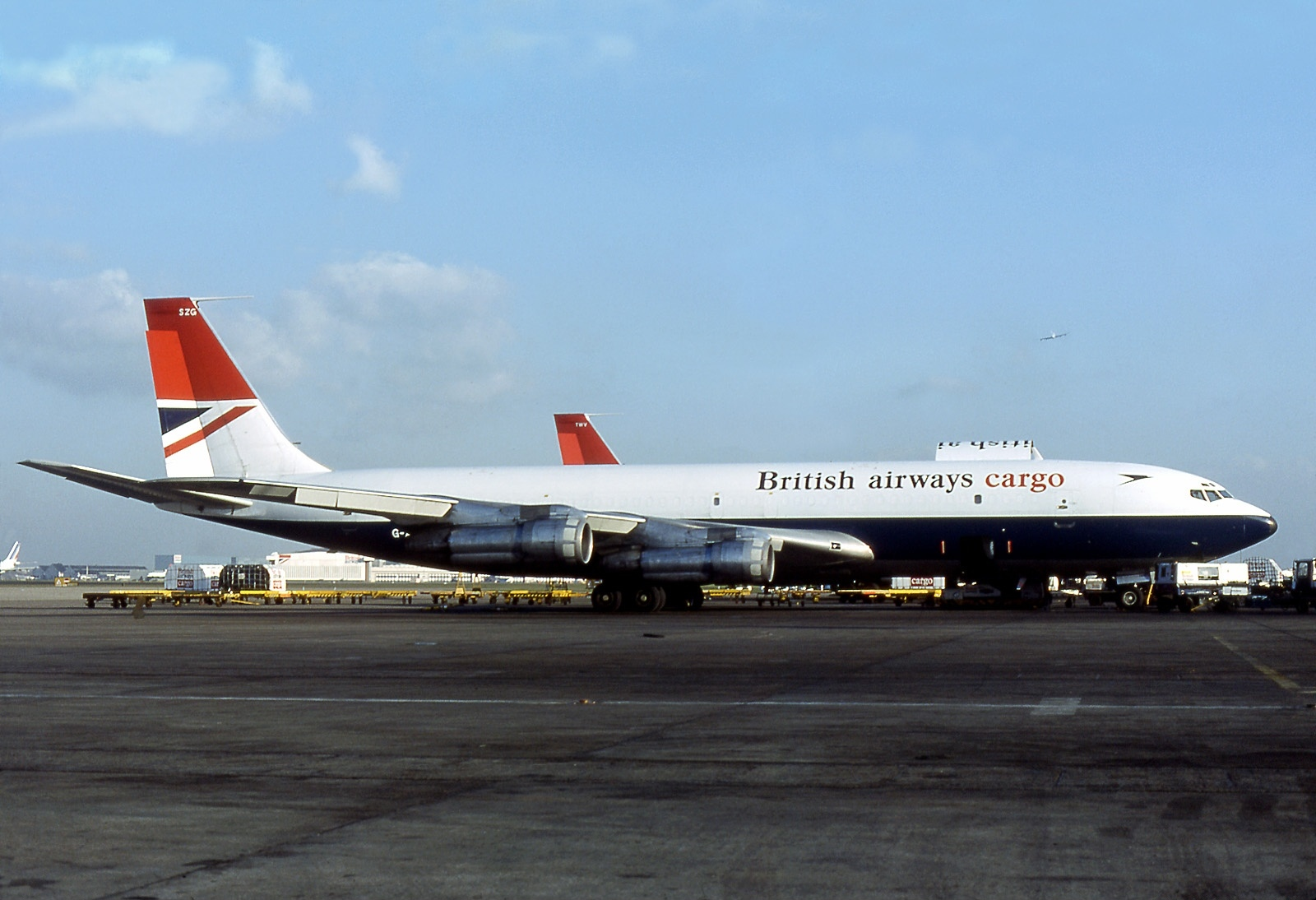
波音707-320C

- 波音707-320C [9]
- 波音747-200F [10]
- 波音747-400F [11]
- 维克斯-953c商船型[12]